# Lost on You
Lost on You (укр. Втратила через тебе) — пісня американської співачки Лори Перголіці. Пісня потрапила до однойменного четвертого студійного альбому. Дата релізу: 20 листопада 2015 року на лейблі Warner Bros. Records. Відеоряд було зроблено 1 червня 2016 року. Сингл досяг першої сходинки в чартах деяких європейських країн і отримав платиновий статус в Італії, Польщі, Греції та діамантовий у Франції.
Із інтерв'ю співачки:
|  | У пісні розкривається душа людини, люблячої та пристрасної. Вона страждає від думки про те, що не можна забути, навіть після того, як пройде багато часу. З таким великим коханням до жінки важко жити, не маючи змоги віддати себе всю до краплини, не знаючи того, чи й тобі відповідають коханням. |

Співачка LP про створення пісні «Lost on you»:
|  | Це відбувається по різному. Коли у мене з'являється якась ідея, я роблю нотатки в телефоні. Я записую фрагменти мелодії, акордів, текстів, якісь варіанти назв. Ось „Lost on you“ якраз з'явилася з таких нотаток. Коли я писала цю пісню, мені було трохи не по собі, я відчувала себе дивно (LP присвятила цю пісню колишній дівчині). Найчастіше спочатку я пишу музику, а потім вже текст, але в той же час я люблю, коли в мене є назва пісні. Я вважаю її дуже важливою, ключовою, вона має чіпляти. Процес написання пісень залежить від того, який у мене настрій. Іноді я можу прийти до людей, які мені допомагають в написанні, і показати їм матеріал, а вже разом ми його доробляємо. Це цікавий процес, захоплюючий. Він може займати як день, так і кілька тижнів. |

Співачка LP про досягнення успіху пісні у Європі:
|  | Це було сюрпризом! Я не чекала такого успіху й була здивована. Коли я пишу пісню, то не думаю про її майбутню популярність. Враховуючи, що ця пісня про тяжкий період мого життя (розлучення з колишньою подругою), дивно було б розраховувати, що вона принесе мені радість і щось хороше. Все це дуже дотепно, насправді. |

## Історія
В червні 2016 року LP успішно виступила з піснею «Lost on you» в Римі на фестивалі «Coca Cola Summer Festival 2016». Режисером видеокліпу [Архівовано 24 серпня 2016 у Wayback Machine.] для цієї пісні став Chuck David Willis. Сингл зайняв позицию № 1 в хіт-парадах Франції, Бельгії, Польщі, Греції і Ізраїлю і № 3 в Італії. Як підтвердила сама LP, композиція присвячена колишній подрузі, Темзін Браун (Tamzin Brown), стосунки з якою, на даний момент, розірвані.
У вересні 2017 року композиція була виконана в Сочі (Росія) на міжнародному конкурсі молодих виконавців «Нова хвиля-2017».
Пік популярності пісня досягла у 2016—17 роках і потрапила на перше місце в чарті Білорусі, четверте місце Австралії, сорок друге місце Німецького чарту.